# Patricia Goodson
Patricia Goodson é uma pianista americana residente da República Tcheca. 
A gravação de Goodson de músicas de piano contemporâneas, Strange Attractors, apresenta obras de John Harbison, Martin Herman, Stephen Jaffe, Robert Kyr, Augusta Read Thomas e Randall Woolf. Ela também gravou um conjunto de 4 discos de todos os solos de piano do compositor tcheco Josef Bohuslav Foerster, intitulado Foerster: Dreams, Memories and Impressions. Outras gravações incluem obras da compositora tcheca escocesa Geraldine Mucha, seu Concerto for Piano (1960) e Variations on an Old Scottish Song (1954), ambas lançados pelo selo ArcoDiva. O pianismo de Goodson também aparece no lançamento do selo Rattle Records intitulado Shadows Crossing Water, apresentando obras da compositora neozelandesa Dame Gillian Whitehead. Além disso, Goodson gravou várias obras para a Rádio Tcheca, incluindo peças de Vlastislav Matoušek, Hanuš Bartoň, Josef Adamek e outros.
Goodson apresentou vários programas de música tcheca para a Rádio Praga, incluindo uma série intitulada Encore, sendo que vários desses programas foram arquivados no site da rádio. Ela também escreveu artigos para o The Prague Post.
No início de sua carreira, Goodson foi contratada pela General Computer Company em Cambridge, Massachusetts, para criar e transcrever músicas e efeitos sonoros para videogames, principalmente para cartuchos da Atari. Ela compôs músicas para "Jr Pac-Man" e "Foodfight" da Bally Midway, e foi responsável pelo áudio de aproximadamente 35 cartuchos de jogos.
Goodson se formou em música na Universidade Duke e recebeu um mestrado na área no Conservatório Peabody. Ela faz parte do corpo docente da Universidade de Nova York em Praga, e até 2017 atuou como co-fundadora e co-diretora do arquivo musical de Geraldine Mucha.

## Vida pessoal
Goodson mora em Praga com o marido, Ivan Karhan.